# Плутоново помрачење
До Плутоновог помрачења долази када један од његових пет природних сателита: Харон, Хидра, Никта, Стикс или Кербер пролазе испред Сунца и тако блокирају светлост. 
Помрачење Сунца на Плутону се може десити само када се један од орбиталних чворова сателита, места на којима њихове орбите прелазе еклиптику, налази у равнини са местом одакле се види Сунце са површине Плутона. Због великох осног нагиба (120°), ово се може десити само на две тачне Плутонове орбите: афелу и перихелу. 
Постоје велике неизвјесности у пречницима четири мањих сателита (Харон је највећи) као и за резултат њиховог пречника (како се виде са Плутона). Познато је како лучне минуте Никте износе 3-9 лучних минута, а код Хидре 2-7, тако да су могуће соларне помрчине са овим сателитима. 